# تداخل لایه‌نازک

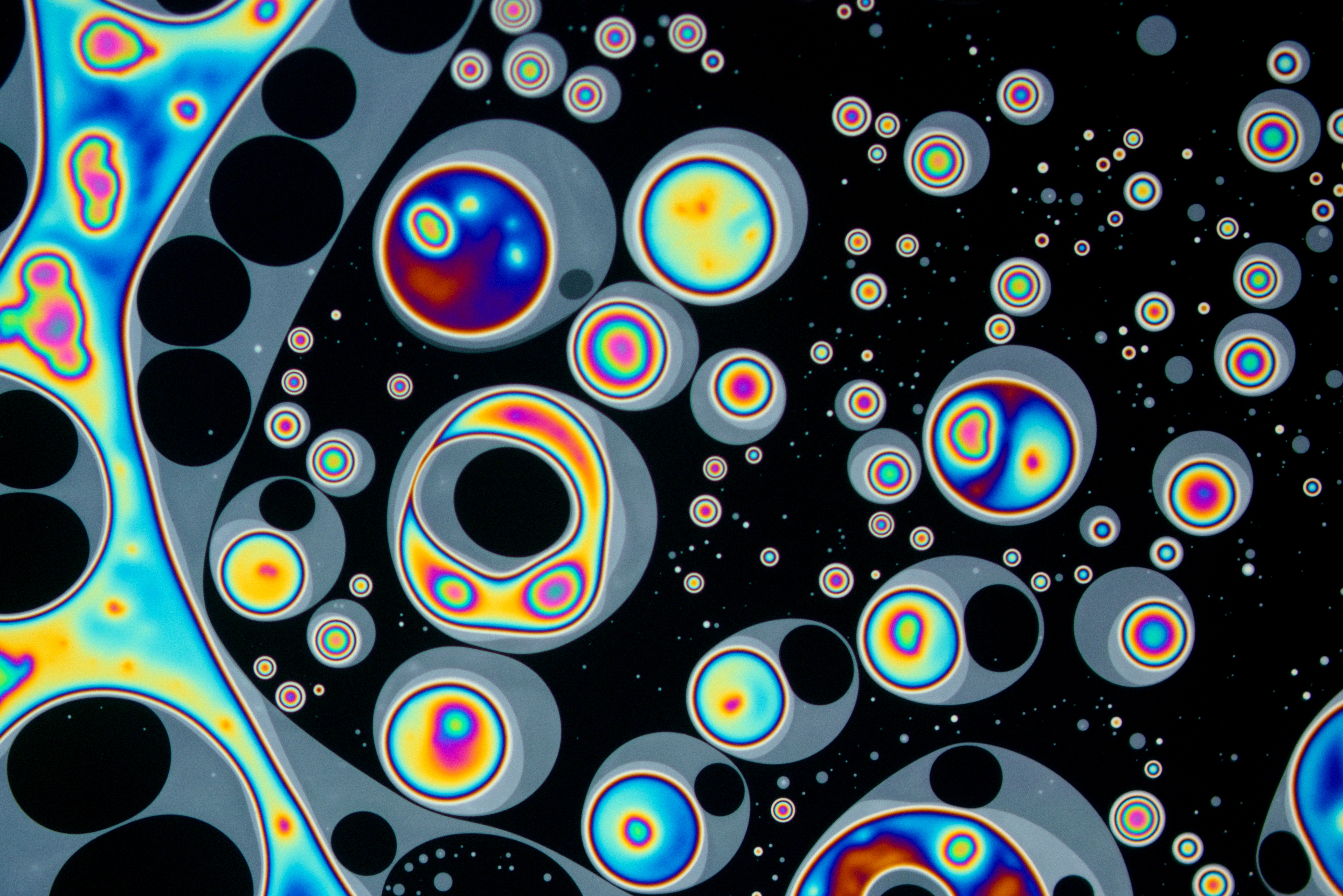
تشکیل تداخل لایه نازک در مرز لیپید آب

تداخل لایه‌نازک یا تداخل فیلم‌نازک (به انگلیسی: Thin-film interference) یک پدیده ای طبیعی است که به دلیل تداخل بازتاب امواج نور از مرزهای بالایی و پایینی یک جدار نازک باهم ایجاد می‌شود؛ که باعث افزایش بازتاب در برخی از طول موج‌ها و کاهش بازتاب در برخی دیگر از طول موج‌ها می‌شود. هنگامی که نور سفید به سطح جدار نازک تابیده می‌شود باعث ایجاد رنگهای گوناگونی می‌شود.
تداخل لایه نازک می‌تواند رنگ‌های متنوع ایجاد شده در بازتاب نور از حباب‌های صابون و سطح روغن روی آب را توضیح دهد. همچنین مکانیزم درونی در عملکرد پوشش‌های ضد بازتاب است که در عینک‌ها و لنزهای دوربین استفاده می‌شوند. اگر ضخامت لایه بسیار بیشتر از طول طول پیوستگی نور تابیده شده باشد دیگر به دلیل خط طیف نوری منبع نور اثرات تداخلی دیده نمی‌شوند.

نمایش اختلاف طول مسیر پرتوهای بازتابی از مرزهای بالا و پایین یک جدار نازک.

بازتاب از یک لایه نازک معمولاً از طول موجهای یکتا که توسط توری پراش یا منشور ایجاد می‌شوند ایجاد نشده است، بلکه از ترکیبی از طول موج‌های متفاوت ایجاد شده است که باعث می‌شود به ندرت به صورت رنگ‌های دیده شده رنگ‌های رنگین کمانی باشد و اغلب به صورت قهوه‌ای، طلایی، فیروزه‌ای، آبی روشن، بنفش و سرخابی می‌باشند. با مطالعه نور بازتابی یا عبوری از یک لایه نازک می‌توان اطلاعاتی از قبیل ضخامت لایه و ضریب شکست محیط لایه را بدست آورد. لایه نازک کاربردهای کاربردی و اقتصادی بسیاری مانند پوشش‌های ضد بازتاب آینه‌ها و فیلترهای نوری دارند.

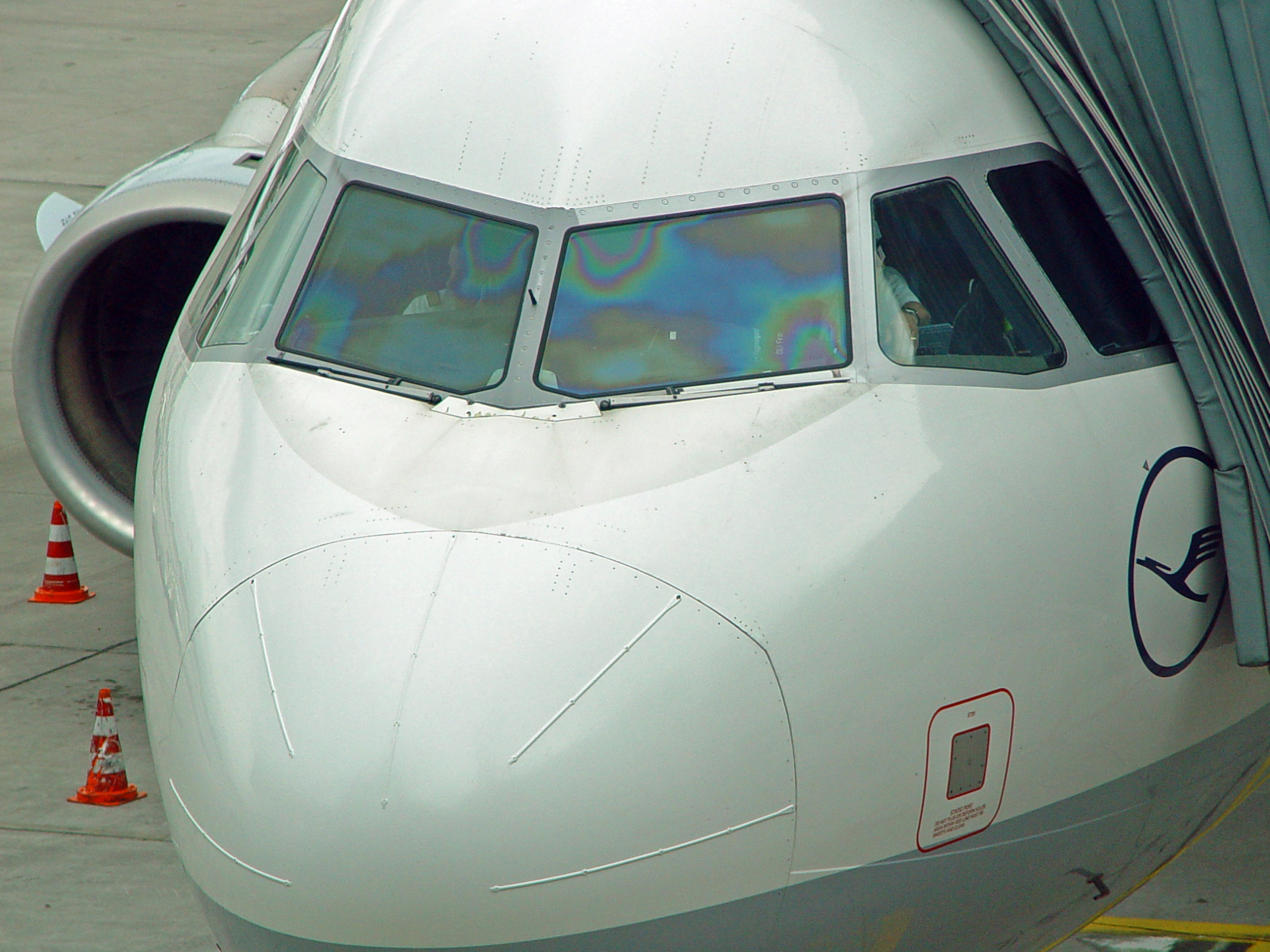
تداخل لایه نازک ناشی از پوشش یخ زدایی ITO در پنجره کابین ایرباس.

در اپتیک، یک لایه نازک لایه ای از ماده با ضخامت در محدوده زیر نانومتر تا میکرون است. هنگامی که نور به لایه برخورد می‌کند در سطح بالایی آن یا عبور داده شده یا بازتاب می‌شود و نور عبوری پس از رسیدن به سطح پایین نیز دوباره ممکن است یا بازتاب داده شود یا عبور پیدا کند. معادلات فرنل یک توصیف کمی از میزان عبور یا بازتاب نور در یک محیط را ارائه می‌دهد. نورهای بازتابی از دو سطح بالایی و پایینی باهم تداخل پیدا می‌کنند و درجه سازندگی یا مخربی دو موج به اختلاف فاز دو موج بستگی دارد که آن به ضخامت لایه، ضریب شکست آن و زاویه تابش موج اولیه بستگی دارد. علاوه بر آن یک تغییر فاز ۱۸۰ درجه({\displaystyle \pi } رادیان) ممکن است هنگام بازتاب در مرز با توجه به ضریب شکست مواد دو طرف مرز ایجاد شود. این تغغیر فاز زمانی اتفاق می‌افتد که ضریب شکست محیطی که نور در آن عبور می‌کند از ضریب شکست ماده ای که به آن برخورد می‌کند کمتر باشد. درواقع: اگر {\displaystyle n_{1}<n_{2}} و نور از ماده ۱ به ۲ می‌رود؛ در نتیجه یک تغییر فاز هنگام بازتاب رخ می‌دهد. طرح نوری حاصل از این تداخلات با توجه به منبع نور تابیده شده می‌تواند به صورت نوارهایی تاریک و روشن باشد یا نوارهایی رنگارنگ.
برخورد نور روی یک لایه نازک را در نظر بگیرید که توسط هر دو مرز بالایی و پایینی منعکس می‌شود. تفاوت مسیر نوری (OPD) نور منعکس شده باید محاسبه شود تا شرایط تداخل تعیین شود. با توجه به نمودار پرتوی بالا، OPD بین دو موج بازتابی به صورت زیر است:
{\displaystyle OPD=n_{2}({\overline {AB}}+{\overline {BC}})-n_{1}({\overline {AD}})}
که در آن:
{\displaystyle {\overline {AB}}={\overline {BC}}={\frac {d}{\cos(\theta _{2})}}}
{\displaystyle {\overline {AD}}=2d\tan(\theta _{2})\sin(\theta _{1})}
با استفاده از قانون اسنل ، {\displaystyle n_{1}\sin(\theta _{1})=n_{2}\sin(\theta _{2})}
{\displaystyle {\begin{aligned}OPD&=dn_{2}\left({\frac {1}{\cos(\theta _{2})}}-\tan(\theta _{2})\sin(\theta _{2})\right)\\&=2n_{2}d\left({\frac {1-\sin ^{2}(\theta _{2})}{\cos(\theta _{2})}}\right)\\&=2n_{2}d\cos {\big (}\theta _{2})\\\end{aligned}}}
اگر اختلاف طول مسیر نوری برابر با مضرب صحیحی از طول موج({\displaystyle \lambda }) نور باشد، تداخل سازنده خواهد بود. .
{\displaystyle 2n_{2}d\cos {\big (}\theta _{2})=m\lambda }
این وضعیت ممکن است پس از در نظر گرفتن تغییر فازهای که هنگام بازتابرخ می‌دهد، تغییر کند.

## منبع تک رنگ

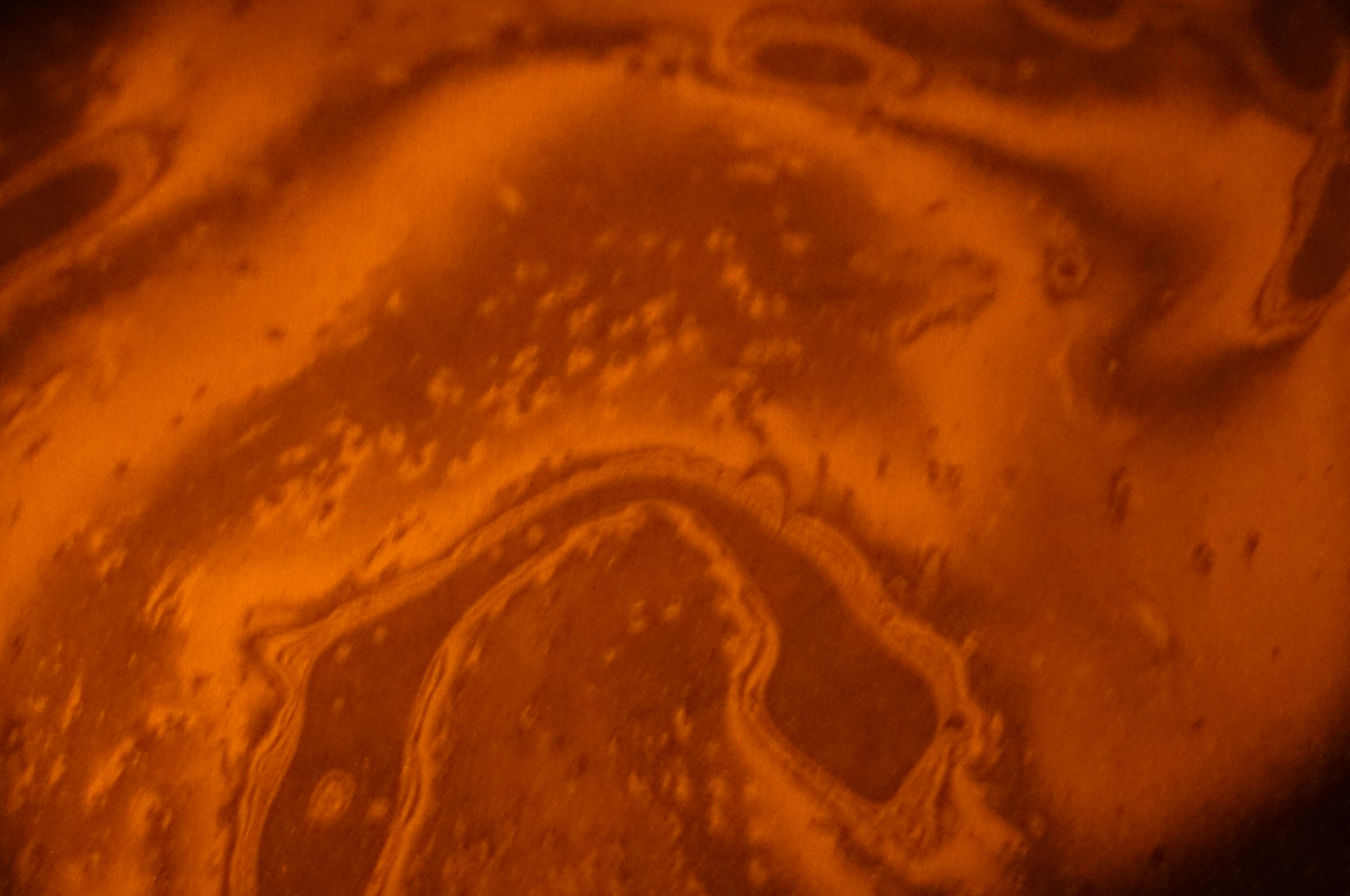
بنزین روی آب وقتی با منبع نوری از جنس لیزر ۵۸۹ نانومتری. الگویی از حاشیه‌های روشن و تیره را نشان می‌دهد.

هنگامی که نور تابشی ماهیت تک رنگ دارد، الگوهای تداخل به صورت نوارهای روشن و تاریک ظاهر می‌شوند. نوارهای روشن مربوط به مناطقی است که در آن تداخل سازنده بین امواج منعکس شده وجود دارد و و نوارهای تاریک مربوط به مناطق با تداخل مخرب است. از آنجایی که ضخامت لایه از مکانی به مکان دیگر متفاوت است، تداخل ممکن است از سازنده به مخرب تغییر کند. یک مثال خوب از این پدیده که " حلقه‌های نیوتن " نامیده می‌شود که نشان دهنده تداخل حاصل از بازتاب نور از یک سطح کروی نزدیک به یک سطح تخت می‌باشد. در این پدیده هنگامی که منبع تک رنگ باشد حلقه‌هایی روشن و تاریک هم مرکز قابل دیدن می‌باشد. که از آن می‌توان با استفاده از تخت‌های نوری برای اندازه‌گیری شکل و صافی سطوح استفاده کرد.

## منبع چند رنگ (طیف گسترده)
اگر نور فرودی چند رنگ یا سفید باشد، مانند نور خورشید، الگوهای تداخلی به صورت نوارهای رنگارنگ ظاهر می‌شوند. طول موج‌های مختلف نور تداخل سازنده ای برای ضخامت‌های مختلف لایه ایجاد می‌کند و نواحی مختلف لایه بسته به ضخامت لایه خود آن ناحیه می‌تواند به رنگ‌های مختلف ظاهر شود.

## تعامل فاز

تعامل فاز سازنده

تعامل فاز مخرب

شکل‌ها دو پرتو نور فرودی (A و B) را نشان می‌دهند. هر پرتو یک پرتو بازتابی (خط چین) تولید می‌کند. بازتاب‌های مورد نظر بازتاب پرتو A از سطح پایین و بازتاب پرتو B از سطح بالایی هستند. این پرتوهای منعکس شده با هم ترکیب می‌شوند و یک پرتو حاصل (C) تولید می‌کنند. اگر پرتوهای بازتاب شده هم فاز باشند (مانند شکل اول)، پرتو حاصل نسبتاً قوی است (تداخل سازنده). از طرف دیگر، اگر پرتوهای بازتاب شده دارای فاز مخالف باشند، پرتو حاصل ضعیف می‌شود مانند شکل دوم (تداخل مخرب).
رابطه فاز دو پرتو منعکس شده به رابطه بین طول موج پرتو A در لایه و ضخامت لایه بستگی دارد. اگر کل مسافت پرتو A در لایه، مضربی صحیح از طول موج پرتو در لایه باشد، آنگاه دو پرتو بازتاب شده هم فاز هستند و به‌طور سازنده تداخل دارند (همان‌طور که در شکل اول نشان داده شده است). اگر مسافت طی شده توسط پرتو A یک مضرب صحیح فرد از نصف طول موج نور در فیلم باشد، پرتوها به‌طور مخربی تداخل می‌کنند (مانند شکل دوم). بنابراین، لایه نشان داده شده در این شکل‌ها طول موج پرتو نور در شکل اول را با شدت بیشتری منعکس می‌کند و طول موج شکل دوم را با شدت کمتری بازتاب می‌کند.

## نمونه‌ها
نوع تداخلی که هنگام انعکاس نور از یک لایه نازک رخ می‌دهد به طول موج و زاویه نور تابشی، ضخامت لایه، ضریب شکست ماده در دو طرف فیلم و ضریب نور بستگی دارد. رسانه فیلم پیکربندی‌های مختلف فیلم ممکن و معادلات مرتبط با جزئیات بیشتر در مثال‌های زیر توضیح داده شده است.

### حباب صابون

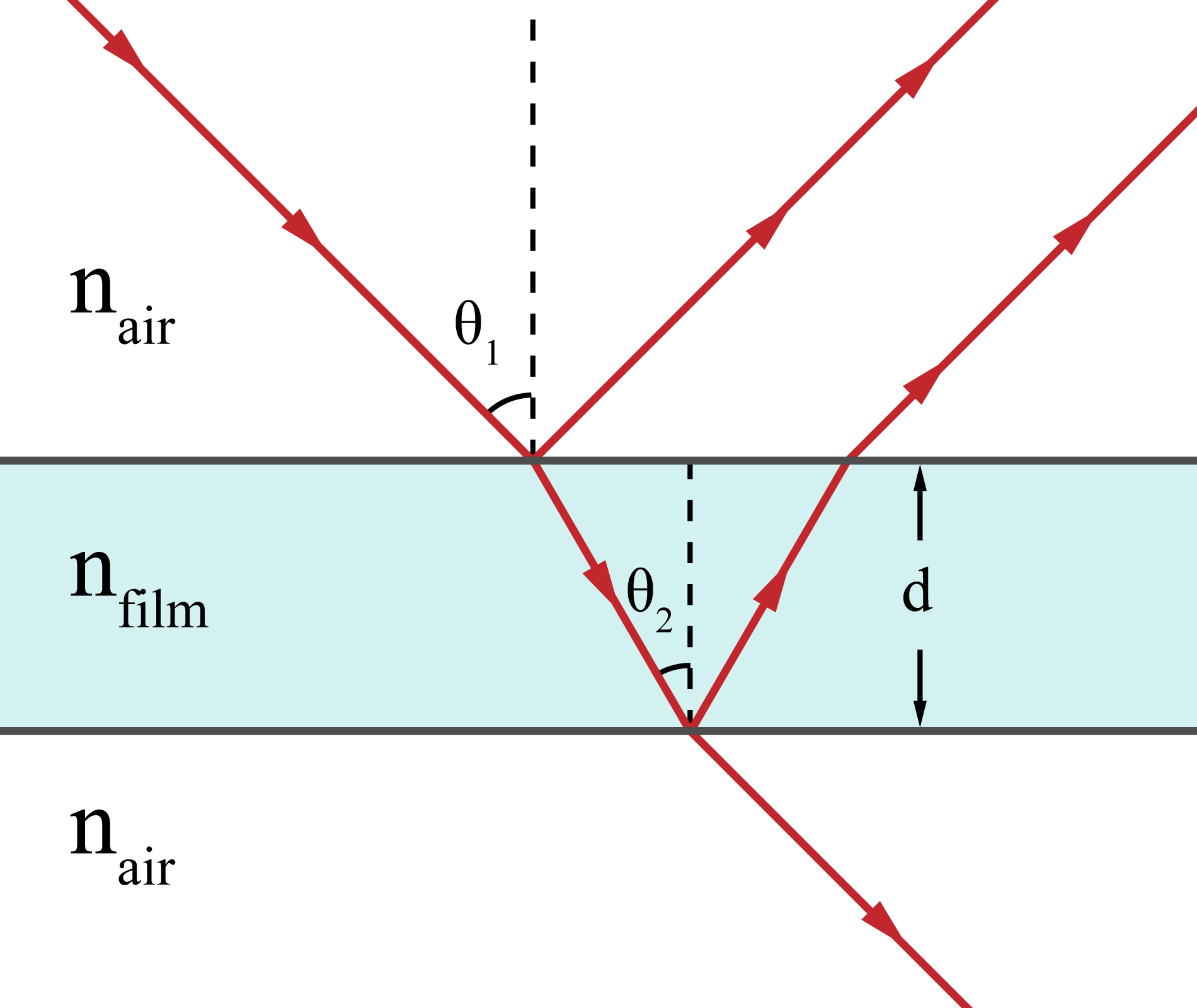
تابش نور در یک فیلم صابونی در هوا

در مورد حباب صابون، نور از هوا عبور می‌کند و به لایه صابون برخورد می‌کند. هوا دارای ضریب شکست 1 ({\displaystyle n_{\rm {air}}=1}) و لایه شاخصی بزرگتر از ۱ دارد ({\displaystyle n_{\rm {film}}>1}). بازتابی که در مرز بالایی فیلم رخ می‌دهد (مرزبا لایه هوا) یک تغییر فاز ۱۸۰ درجه در موج بازتابی ایجاد می‌کند زیرا ضریب شکست هوا کمتر از ضریب فیلم است. {\displaystyle n_{\rm {air}}<n_{\rm {film}}}). نوری که در محیط بالایی لایه-هوا منتقل می‌شود تا مرز فیلم-هوای پایین که می‌تواند منعکس یا منتقل شود ادامه می‌یابد. بازتابی که در این مرز رخ می‌دهد، فاز موج بازتابی را تغییر نمی‌دهد زیرا {\displaystyle n_{\rm {film}}>n_{\rm {air}}} . پس شرط تداخل برای حباب صابون به شرح زیر است:
برای تداخل سازنده:
{\displaystyle 2n_{\rm {film}}d\cos(\theta _{2})=\left(m-{\frac {1}{2}}\right)\lambda }
برای تداخل مخرب:
{\displaystyle 2n_{\rm {film}}d\cos {\big (}\theta _{2})=m\lambda }

### لایه روغن
در مورد یک لایه روغنی نازک که روی یک لایه آب قرار می‌گیرد. روغن ممکن است دارای ضریب شکست نزدیک به ۱٫۵ و آب دارای ضریب شکست ۱٫۳۳ است که مانند مورد حباب صابون، مواد در دو طرف لایه روغن (هوا و آب) هر دو دارای ضریب شکستی کمتر از ضریب شکست خود لایه هستند. {\displaystyle n_{\rm {air}}<n_{\rm {water}}<n_{\rm {oil}}} . پس یک تغییر فاز در هنگام بازتاب از مرز بالایی وجود خواهد داشت زیرا {\displaystyle n_{\rm {air}}<n_{\rm {oil}}} اما هیچ تغییری در بازتاب از مرز پایین وجود ندارد زیرا {\displaystyle n_{\rm {oil}}>n_{\rm {water}}} . معادلات تداخل یکسان خواهد بود.

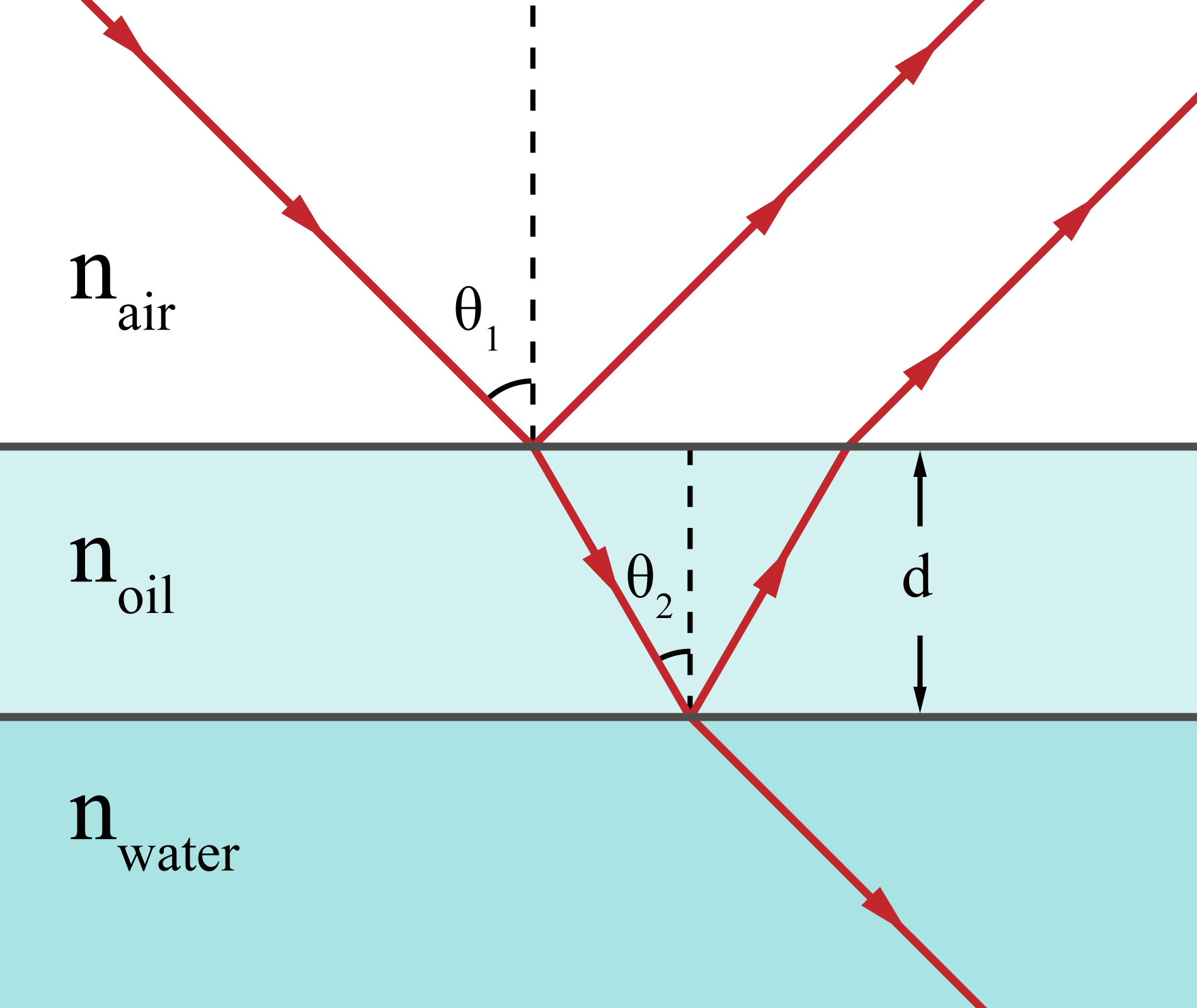
تابش نور روی یک فیلم روغن روی آب

برای تداخل سازنده:
{\displaystyle 2n_{\rm {oil}}d\cos(\theta _{2})=\left(m-{\frac {1}{2}}\right)\lambda }
برای تداخل مخرب:
{\displaystyle 2n_{\rm {oil}}d\cos {\big (}\theta _{2})=m\lambda }

### پوشش‌های ضد انعکاس

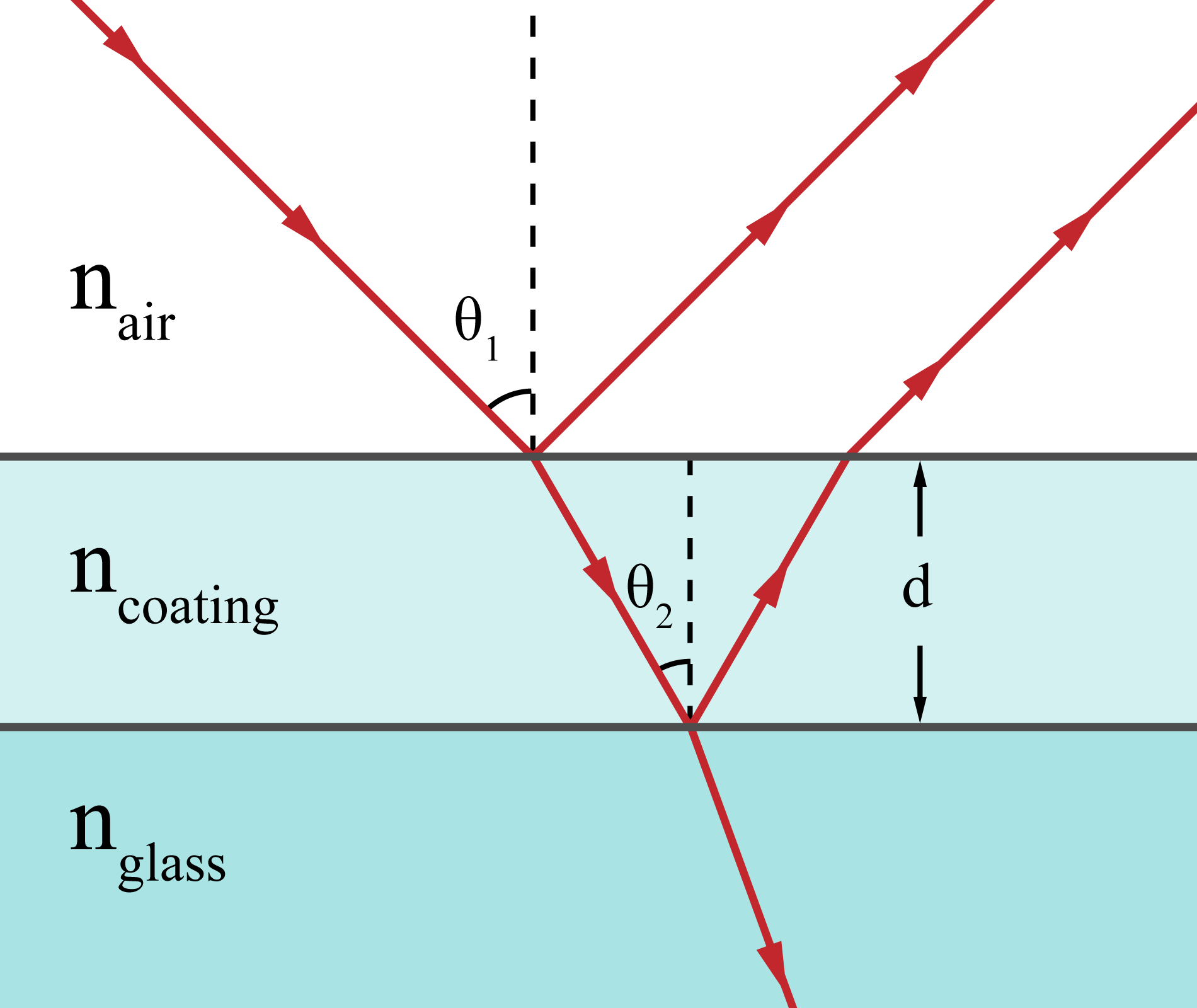
برخورد نور روی یک پوشش ضد انعکاس روی شیشه

یک پوشش ضد انعکاس نور منعکس شده را از بین می‌برد و نور عبوری را در یک سیستم نوری به حداکثر می‌رساند. یک لایه به گونه ای طراحی شده است که نور منعکس شده تداخل مخرب ایجاد می‌کند و نور عبوری تداخل سازنده برای طول موج مشخصی از نور ایجاد می‌کند. در ساده‌ترین اجرای چنین پوششی، فیلم به گونه ای ایجاد می‌شود که ضخامت آن  {\displaystyle dn_{\rm {coating}}} یک چهارم طول موج نور فرودی باشد و ضریب شکست آن بزرگتر از ضریب هوا و کمتر از ضریب شیشه است.
{\displaystyle n_{\rm {air}}<n_{\rm {coating}}<n_{\rm {glass}}}
{\displaystyle d=\lambda /(4n_{\rm {coating}})}
یک تغییر فاز ۱۸۰ درجه با انعکاس در هر دو رابط بالا و پایین فیلم ایجاد می‌شود زیرا {\displaystyle n_{\rm {air}}<n_{\rm {coating}}} و {\displaystyle n_{\rm {coating}}<n_{\rm {glass}}} . معادلات تداخل نور منعکس شده عبارتند از:
برای تداخل سازنده
{\displaystyle 2n_{\rm {coating}}d\cos {\big (}\theta _{2})=m\lambda }
برای تداخل مخرب:
{\displaystyle 2n_{\rm {coating}}d\cos(\theta _{2})=\left(m-{\frac {1}{2}}\right)\lambda }
اگر ضخامت نوری {\displaystyle dn_{\rm {coating}}} برابر با یک چهارم طول موج نور فرودی باشد و اگر نور در تابش معمولی به فیلم برخورد کند {\displaystyle (\theta _{2}=0)} ، امواج منعکس شده کاملاً خارج از فاز خواهند بود و به‌طور مخربی تداخل خواهند داشت. کاهش بیشتر انعکاس با افزودن لایه‌های بیشتر امکان‌پذیر است که هر کدام برای مطابقت با طول موج خاصی از نور طراحی شده‌اند.
تداخل نور عبوری برای این فیلم‌ها کاملاً سازنده است.

### در طبیعت

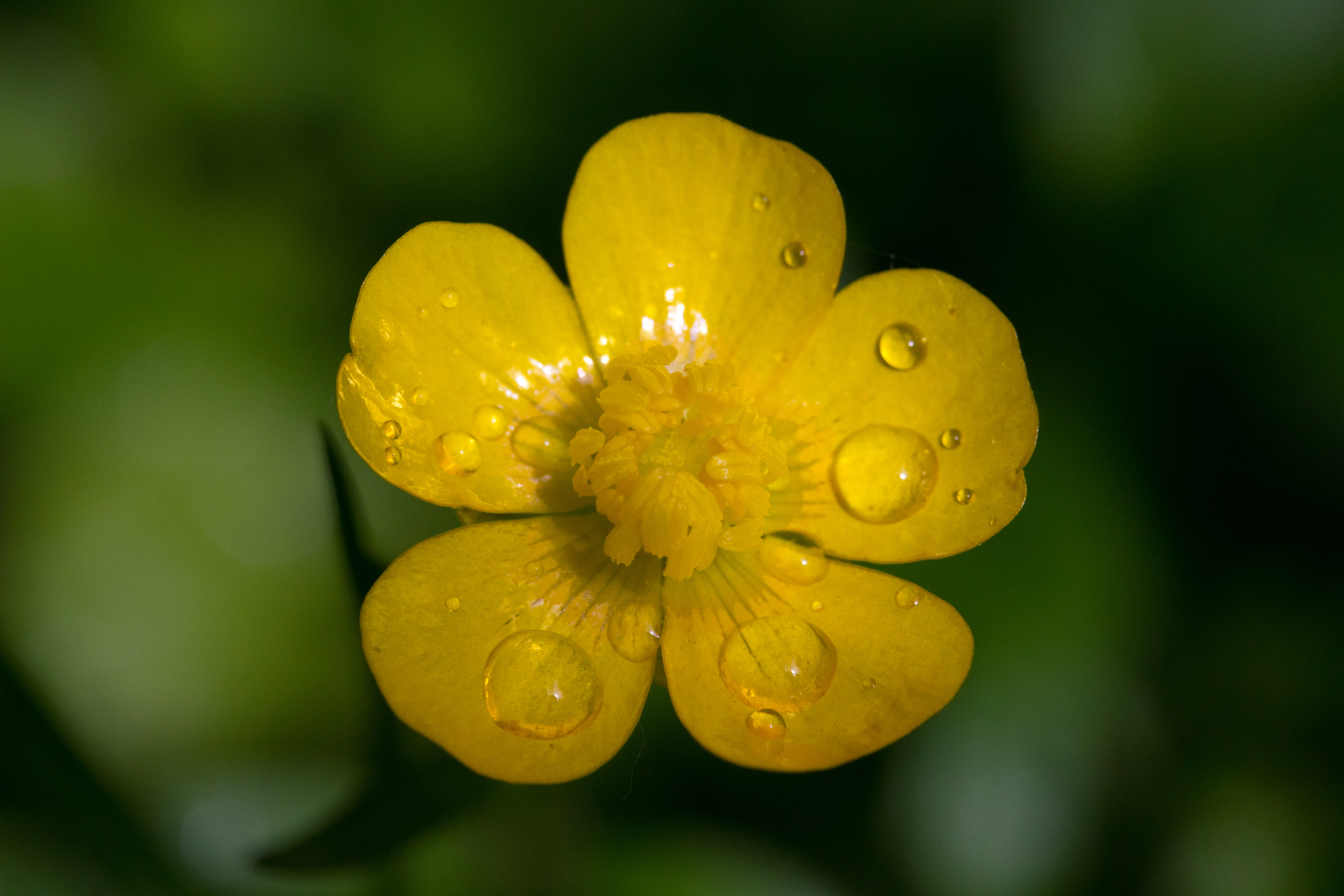
براق بودن گل‌های بوته به دلیل تداخل لایه نازک است.

رنگ‌بندی ساختاری ناشی از لایه‌های نازک در جهان طبیعی رایج است. بال‌های بسیاری از حشرات به دلیل حداقل ضخامتشان مانند لایه‌های نازک عمل می‌کنند. این به وضوح در بال‌های بسیاری از مگس‌ها و زنبورها قابل مشاهده است. در پروانه‌ها، اپتیک لایه نازک زمانی قابل مشاهده است که خود بال توسط فلس‌های رنگدانه ای بال پوشیده نشده باشد، که این مورد در لکه‌های بال آبی پروانه Aglais io است. ظاهر براق گلهای بوته نیز به دلیل لایه نازک و همچنین براق بودن پرهای سینه پرنده بهشتی است.

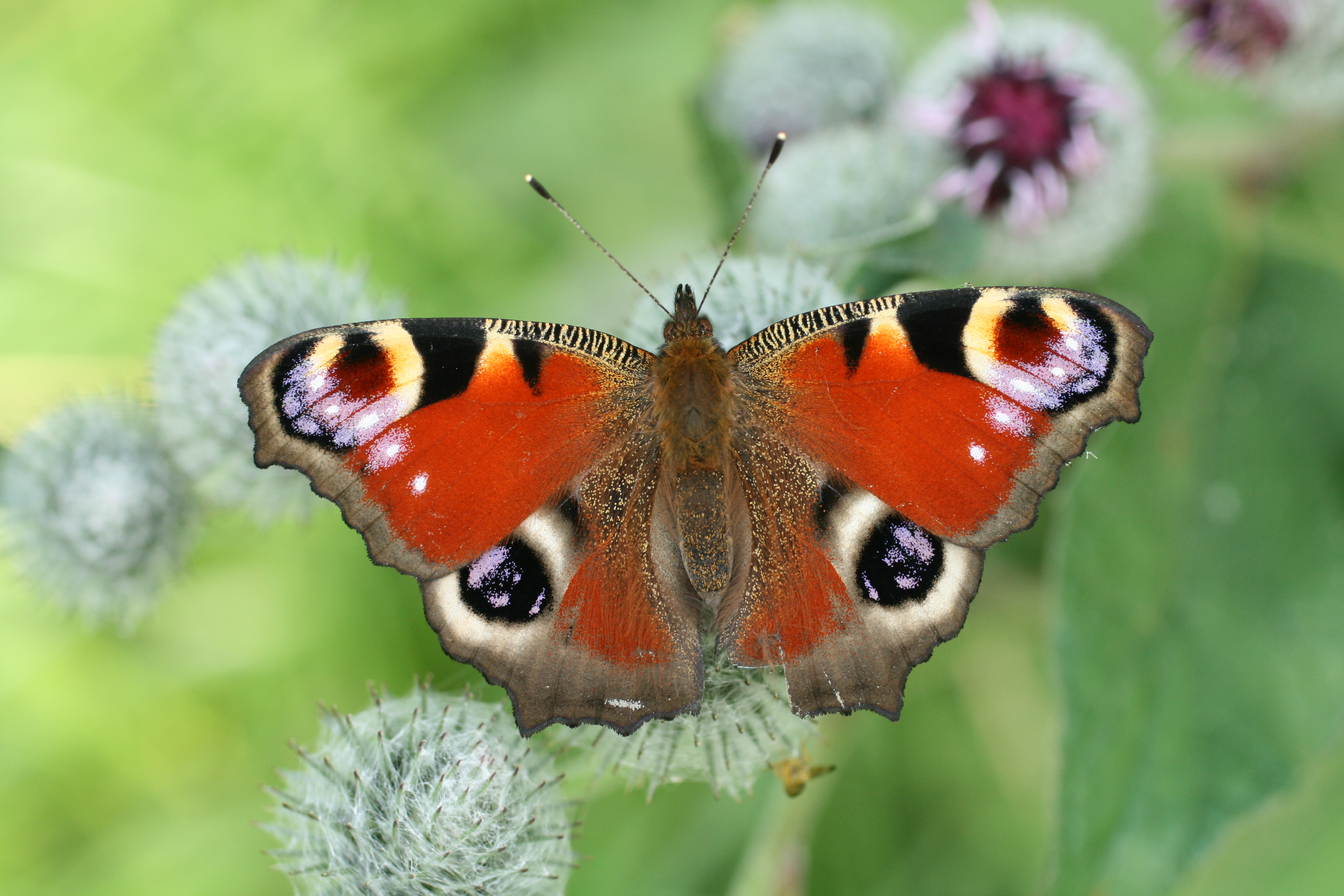
تکه‌های بال آبی پروانه طاووس اروپایی (Aglais io) به دلیل تداخل لایه نازک است.

## کاربردها

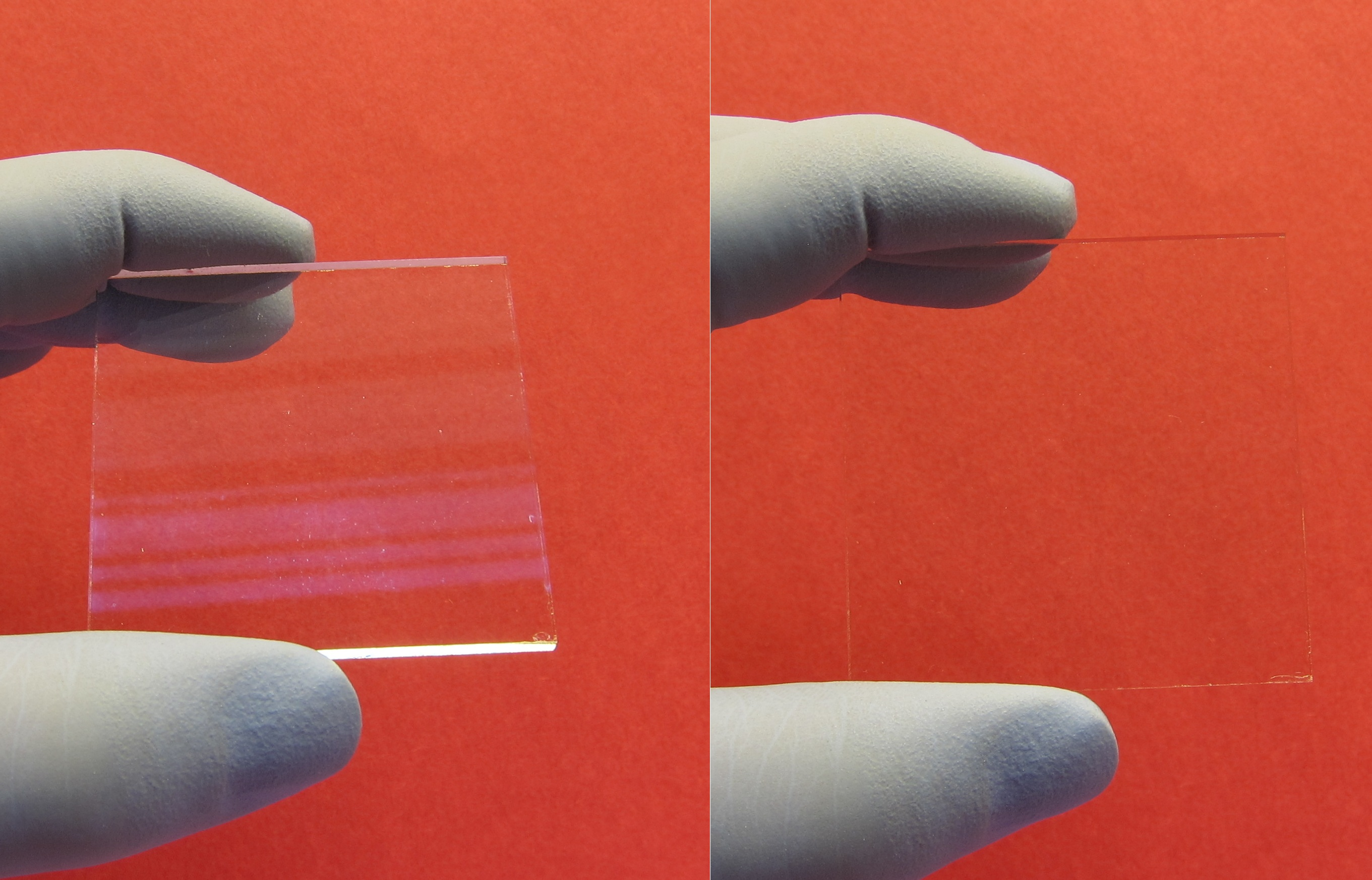
یک پنجره نوری با پوشش ضد انعکاس. در زاویه ۴۵ درجه، پوشش کمی ضخیم‌تر از نور فرودی است، که باعث می‌شود طول موج مرکزی به سمت قرمز تغییر کند و بازتاب‌ها در انتهای بنفش طیف ظاهر شوند. در ۰ درجه، که این پوشش برای آن طراحی شده است، تقریباً هیچ بازتابی مشاهده نمی‌شود.

لایه‌های نازک به صورت تجاری در پوشش‌های ضد انعکاس، آینه‌ها و فیلترهای نوری استفاده می‌شوند. آنها را می‌توان طوری مهندسی کرد که میزان نور منعکس شده یا منتقل شده در یک سطح برای یک طول موج معین را کنترل کند. یک Etalon Fabry-Pérot از تداخل لایه نازک برای انتخاب انتخابی انتخاب طول موج نور مجاز برای انتقال از طریق دستگاه استفاده می‌کند. این فیلم‌ها از طریق فرآیندهای رسوب گذاری ایجاد می‌شوند که در آن مواد به صورت کنترل شده به یک محیط اضافه می‌شود. روش‌ها شامل رسوب شیمیایی بخار و تکنیک‌های مختلف رسوب بخار فیزیکی است.
لایه‌های نازک در طبیعت نیز یافت می‌شوند. بسیاری از حیوانات دارای یک لایه بافت در پشت شبکیه چشمشان هستند، Tapetum lucidum، که به جمع‌آوری نور کمک می‌کند. اثرات تداخل لایه نازک را می‌توان در لکه‌های نفتی و حباب‌های صابون نیز مشاهده کرد. طیف بازتاب یک لایه نازک دارای نوسانات متمایز است و می‌توان از حداکثر طیف برای محاسبه ضخامت لایه نازک استفاده کرد.
بیضی سنجی تکنیکی است که اغلب برای اندازه‌گیری خواص لایه‌های نازک استفاده می‌شود. در یک آزمایش بیضی‌سنجی معمولی نور پلاریزه از سطح فیلم منعکس می‌شود و توسط یک آشکارساز اندازه‌گیری می‌شود. نسبت بازتاب پیچیده، {\displaystyle \rho } ، از سیستم اندازه‌گیری می‌شود. سپس یک تحلیل مدل انجام می‌شود، که در آن اطلاعات برای تعیین ضخامت لایه لایه و ضریب شکست استفاده می‌شود.
تداخل سنجی دو قطبی یک روش جدید برای اندازه‌گیری ضریب شکست و ضخامت لایه‌های نازک در مقیاس مولکولی و نحوه تغییر این لایه‌ها است.

## تاریخچه

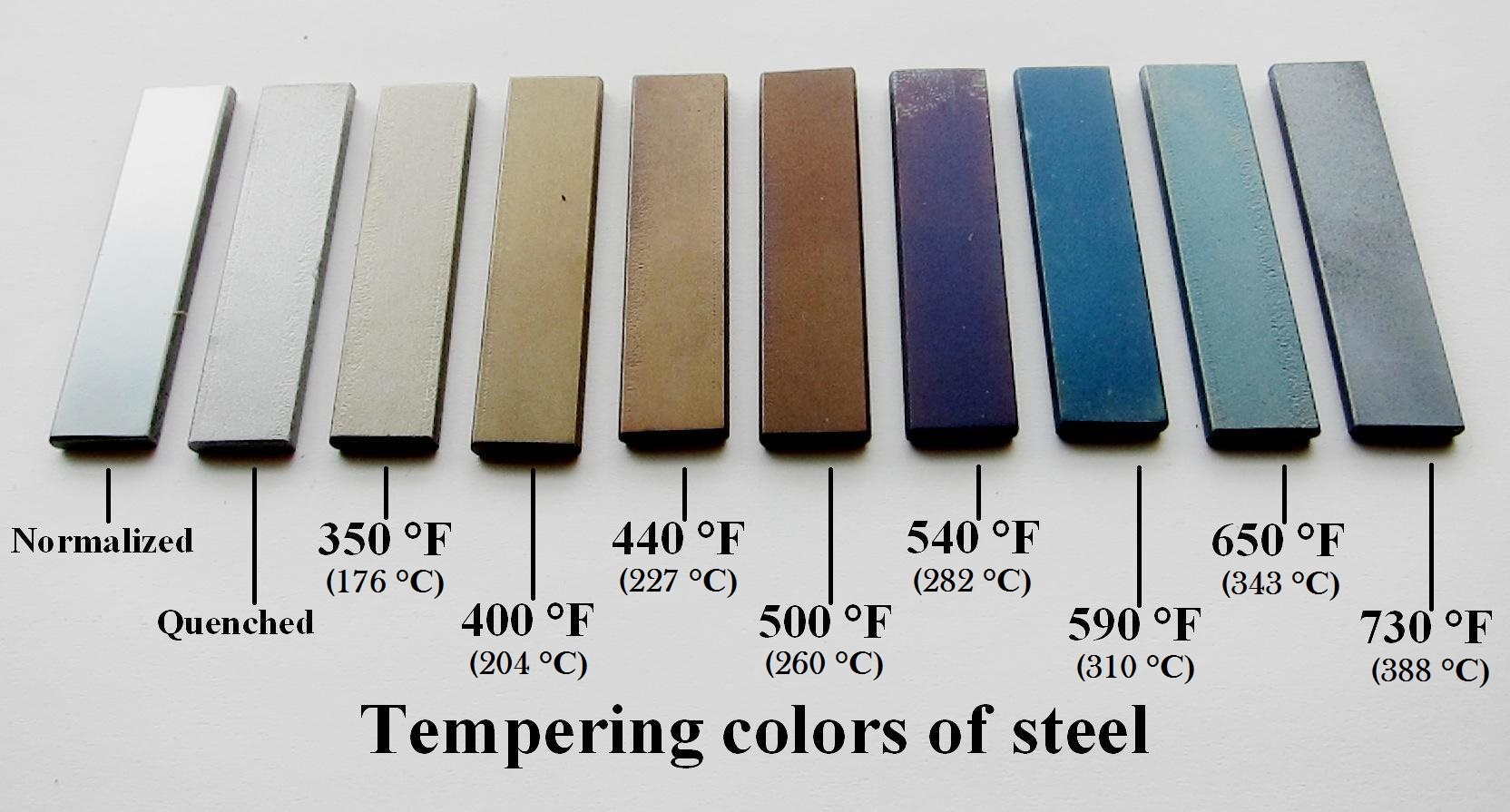
هنگامی که روی فولاد عملیات حرارتی انجام می‌شود لایه نازکی از اکسید آهن روی سطح تشکیل می‌شود و باعث ایجاد رنگ‌های معتدلی تولید می‌شوند. این رنگ‌ها نشان‌دهنده دمایی است که فولاد به آن رسیده است، که این را می‌توان یکی از اولین کاربردهای تداخل لایه نازک نام برد.

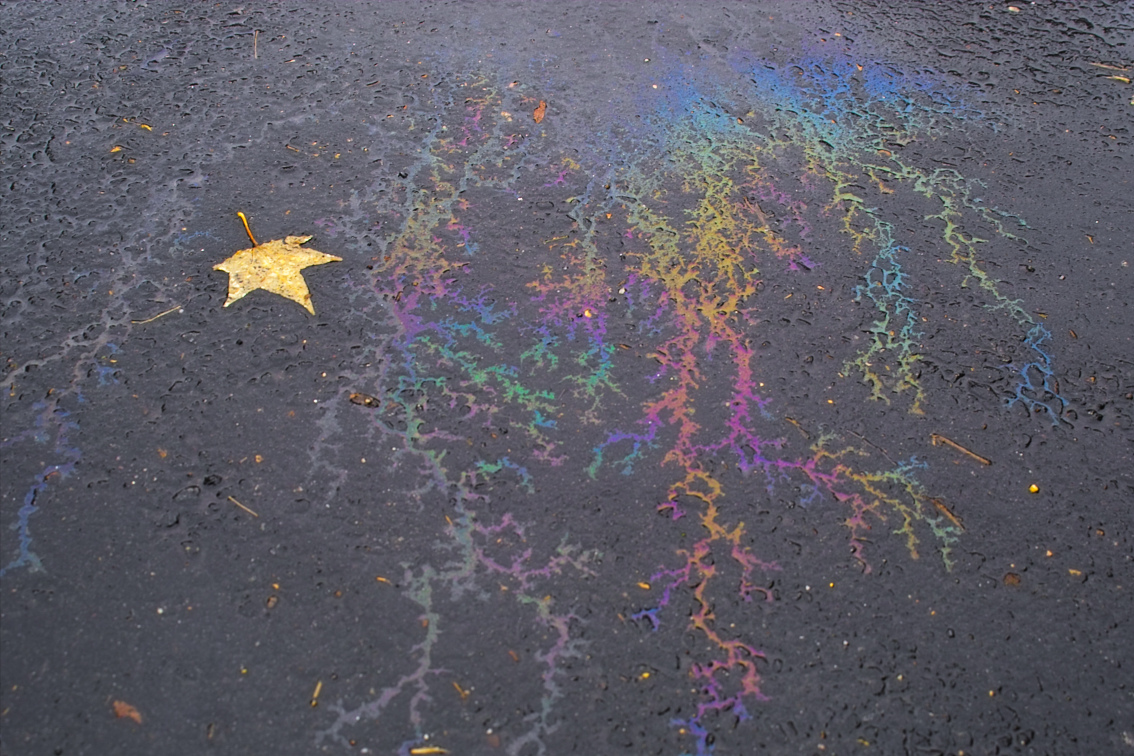
رنگ‌های تداخل رنگین کمانی در یک لایه روغن

رنگین کمانی ناشی از تداخل لایه نازک یک پدیده رایج در طبیعت است که در انواع گیاهان و حیوانات یافت می‌شود. یکی از اولین مطالعات شناخته شده در مورد این پدیده توسط رابرت هوک در سال ۱۶۶۵ انجام شد. در Micrographia، هوک فرض کرد که رنگین کمانی در پرهای طاووس ناشی از لایه‌های نازک و متناوب صفحه و هوا است. در سال ۱۷۰۴، آیزاک نیوتن در کتاب خود به نام Opticks اظهار داشت که رنگین کمانی پر طاووس به این دلیل است که لایه‌های شفاف پر بسیار نازک هستند. در سال ۱۸۰۱، توماس یانگ اولین توضیح را در مورد تداخل سازنده و مخرب را ارائه کرد. مشارکت یانگ تا زمان کار آگوستین فرنل که به ایجاد نظریه موج نور در سال ۱۸۱۶ کمک کرد تا حد زیادی مورد توجه قرار نگرفت با این حال، تا دهه ۱۸۷۰، زمانی که جیمز ماکسول و هاینریش هرتز به توضیح ماهیت الکترومغناطیسی نور کمک کردند، توضیح بسیار کمی در مورد رنگین کمانی می‌توانستند ارائه دهند. پس از اختراع تداخل سنج Fabry-Pero، در سال ۱۸۹۹، مکانیسم‌های تداخل لایه نازک را می‌توان در مقیاس بزرگتر نشان داد.
در بسیاری از کارهای اولیه، دانشمندان سعی کردند رنگ رنگین کمانی را در حیواناتی مانند طاووس و سوسک خرچنگ، به عنوان نوعی رنگ سطحی، مانند رنگ یا رنگدانه توضیح دهند که ممکن است نور را هنگام بازتاب از زوایای مختلف تغییر دهد. در سال ۱۹۱۹، لرد رایلی پیشنهاد کرد که رنگ‌های روشن و در حال تغییر ناشی از رنگ‌ها یا رنگدانه‌ها نیستند، بلکه توسط ساختارهای میکروسکوپی ایجاد می‌شوند که او آن را " رنگ‌های ساختاری " نامید. در سال ۱۹۲۳، سی دبلیو میسون خاطرنشان کرد که میله‌های موجود در پر طاووس از لایه‌های بسیار نازک ساخته شده‌اند. برخی از این لایه‌ها رنگی و برخی دیگر شفاف بودند. او متوجه شد که فشار دادن میله رنگ را به سمت آبی تغییر می‌دهد، در حالی که متورم کردن آن با یک ماده شیمیایی آن را به سمت قرمز تغییر می‌دهد. او همچنین دریافت که سفید کردن رنگدانه‌های پرها رنگین کمانی را از بین نمی‌برد. این به حذف نظریه رنگ سطح و تقویت نظریه رنگ ساختاری کمک کرد.
در سال ۱۹۲۵، ارنست مریت، در مقاله خود با عنوان مطالعه طیف‌سنجی برخی موارد رنگ ساختاری، برای اولین بار فرایند تداخل لایه نازک را به عنوان توضیحی برای رنگین کمانی توصیف کرد. اولین بررسی پرهای رنگین کمانی با میکروسکوپ الکترونی در سال ۱۹۳۹ انجام شد که ساختارهای لایه نازک پیچیده‌ای را نشان داد، در حالی که بررسی پروانه مورفو در سال ۱۹۴۲، آرایه بسیار کوچکی از ساختارهای لایه نازک را در مقیاس نانومتری نشان داد.
اولین تولید پوشش‌های لایه نازک کاملاً تصادفی رخ داد. در سال ۱۸۱۷، جوزف فراونهوفر کشف کرد که با کدر کردن شیشه با اسید نیتریک، می‌تواند انعکاس روی سطح را کاهش دهد. در سال ۱۸۱۹، فراونهوفر پس از تماشای تبخیر لایه ای از الکل از یک ورقه شیشه، خاطرنشان کرد که رنگ‌ها درست قبل از تبخیر کامل مایع ظاهر می‌شوند و نتیجه می‌گیرد که هر لایه نازکی از مواد شفاف رنگ تولید می‌کند.
پیشرفت اندکی در فناوری پوشش لایه نازک تا سال ۱۹۳۶ صورت گرفت، زمانی که جان استرانگ شروع به تبخیر فلوریت به منظور ایجاد پوشش‌های ضد انعکاس روی شیشه کرد. در طول دهه ۱۹۳۰، پیشرفت‌هایی در پمپ‌های خلاء، روش‌های رسوب‌گذاری خلاء، مانند کندوپاش را ممکن کرد. در سال ۱۹۳۹، Walter H. Geffcken اولین فیلترهای تداخلی را با استفاده از پوشش‌های دی الکتریک ایجاد کرد.

## برای مطالعهٔ بیشتر
- Fowles, Grant R. (1989), "Multiple-Beam Interference", Introduction to Modern Optics, Dover
- Greivenkamp, John (1995), "Interference", Handbook of Optics, McGraw–Hill
- Hecht, Eugene (2002), "Interference", Optics, Addison Wesley
- Knittl, Zdeněk (1976), Optics of Thin Films; An Optical Multilayer Theory, Wiley, Bibcode:1976otf..book.....K
- D.G. Stavenga, Thin film and multilayer optics cause structural colors of many insects and birds Materials today: Proceedings, 1S, 109 – 121 (2014).